# Aetius decollatus
Aetius decollatus är en spindelart som beskrevs av O. Pickard-Cambridge 1896. Aetius decollatus ingår i släktet Aetius och familjen flinkspindlar. Inga underarter finns listade i Catalogue of Life.